# Amblyseius adjaricus
Amblyseius adjaricus är en spindeldjursart som beskrevs av Wainstein och Vartapetov 1972. Amblyseius adjaricus ingår i släktet Amblyseius och familjen Phytoseiidae. Inga underarter finns listade i Catalogue of Life.